# 4126 Mashu
4126 Mashu (1988 BU) là một tiểu hành tinh nằm phía ngoài của vành đai chính được phát hiện ngày 19 tháng 1 năm 1988 bởi Kin Endate và Kazuro Watanabe ở Đài thiên văn Kitami.